# لويز فيليبي دا سيلفا نونيز
لويز فيليبي دا سيلفا نونيز هو لاعب كرة قدم برازيلي في مركز حراسة المرمى، ولد في 24 أبريل 1997 في ريو غراندي، ريو غراندي دو سول في البرازيل. لعب مع زوريا لوهانسك ونادي إنترناسيونال.

## وصلات خارجية
- لويز فيليبي دا سيلفا نونيز على موقع اتحاد أوكرانيا (الإنجليزية)
- لويز فيليبي دا سيلفا نونيز على موقع قاعدة بيانات كرة القدم.إي يو (الإنجليزية)
- لويز فيليبي دا سيلفا نونيز على موقع Soccerway.com (الإنجليزية)
- لويز فيليبي دا سيلفا نونيز على موقع عالم كرة القدم.نت (الإنجليزية)